# Fuga (eiland)

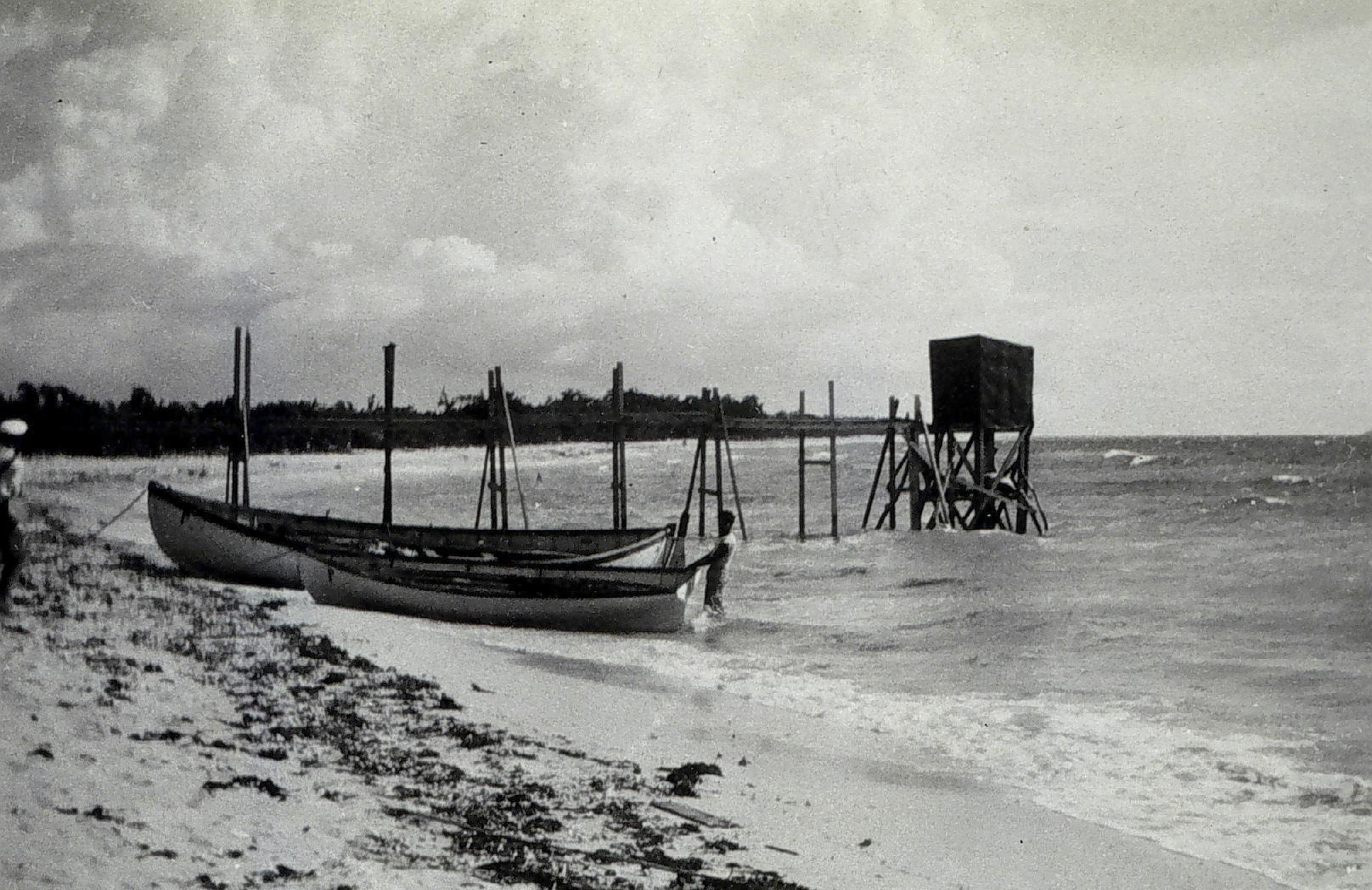
Een getijdenmeter op het strand van Fuga in 1927

Fuga is een eiland in het noorden van de Filipijnen. Het eiland maakt deel uit van de Babuyaneilanden in de provincie Cagayan ten noorden van het eiland Luzon. Het eiland had tijdens de laatste officiële telling uit 2000 1733 bewoners verdeeld over 312 huishoudens.

## Geografie

### Bestuurlijke indeling
Het eiland maakt onderdeel uit van de gemeente Aparri. Het eiland is een enkele barangay genaamd Fuga Island.

### Topografie en landschap
Het eiland Fuga is zo'n 22 kilometer lang en maximaal 6 kilometer breed. Het eiland heeft vele witte stranden en koraalriffen langs de kusten.